# Wissenschaftler-Arbeitsplatz-Programm
Das Wissenschaftler-Arbeitsplatz-Programm (WAP) ist 1990 als Pendant zum Computer-Investitions-Programm (CIP) von 1984 initiiert worden. Arbeitsplatzrechner von Wissenschaftlern an Hochschulen sollten wie Mikrocomputer für die Lehre gemeinsam von Bund und Ländern finanziert werden. Die Definition lautete: „Der Wissenschaftlerarbeitsplatz (WAP) dient dazu, rechnergestützte Tätigkeiten qualitativ zu verbessern und die Zeitaufwendungen dafür durch den direkten Zugriff auf einen Rechner am Arbeitsplatz zu reduzieren“.
Das Programm ist infolge der Föderalismusreform in 2007 ausgelaufen. Im Rahmen des Nachfolgeprogramms „Großgeräte der Länder“ auf der Grundlage des Grundgesetzes (GG) Art. 143c sind weiterhin WAP-Anträge unter geänderten Bedingungen möglich.

## Hintergrund
Hochschulen sind Ländersache, werden also von den Ländern finanziert. Aus- und Neubau von Hochschulen wurden jedoch von 1970 bis 2006 auf der Grundlage des Grundgesetzes Art. 91a nach dem Hochschulbauförderungsgesetz (HBFG) von Bund und Ländern als Gemeinschaftsaufgabe je zur Hälfte finanziert. Darunter fiel gemäß HBFG auch die Beschaffung von Großgeräten für Ausbildung und Forschung, wenn die Kosten für das einzelne Gerät einschließlich Zubehör 150.000 DM überstiegen (ab 1997 nur für Universitäten auf 250.000 DM erhöht).
Ein einzelner Arbeitsplatzrechner konnte somit nicht als Großgerät über das HBFG beschafft werden. Die Einführung des WAP erlaubte es, mehrere vernetzte Arbeitsplatzrechner zusammen mit einem Server – bezeichnet als Cluster – als Großgerät anzusehen, um so eine Beschaffung im Rahmen des HBFG, d. h. mit Bundesmitteln gefördert, zu ermöglichen. Kriterien für Cluster von Arbeitsplatzrechnern wurden von der Deutschen Forschungsgemeinschaft (DFG) entwickelt.
Das WAP hat lange auf sich warten lassen, war aber dennoch ein erfolgreiches 
Programm. In den Jahren 1991 bis 2007 sind 2.569 WAP-Anträge mit 54.301 Arbeitsplatzrechnern im Umfang von 389,1 Mio. € bewilligt worden.

## WAP-Cluster
Die Rechner wurden in der Regel in den Arbeitsräumen (Büro, Labor etc.) der Wissenschaftler aufgestellt. Hochschulnetze befanden sich 1990 noch im Aufbau durch die Rechenzentren; deshalb wurde ausdrücklich empfohlen, „wegen der einheitlichen Randbedingungen auf Instituts- oder Fachbereichsebene lokale Netze (LANs) von Arbeitsplatzrechnern (Cluster) einzurichten, die über das Hochschulnetz Zugang zu übergeordneten Netzen haben“. Ziel sollte die „gemeinsame Nutzung von Ressourcen und Informationen“ sein, „durch den Zusammenschluss mehrerer Rechner zu einem Cluster musste ein Synergieeffekt erzielt werden“.